# Museo parrocchiale di Saint-Vincent
Il museo parrocchiale di Saint-Vincent, inaugurato nel 1983, è un museo d'arte sacra ospitato nella chiesa di San Vincenzo del XI-XII secolo, nella cittadina termale di Saint-Vincent, in Valle d'Aosta.

## Descrizione
Reliquiari, croci processionali e paramenti occupano le vetrine insieme a una Flagellazione di Cristo del 1561, dipinta su vetro, una croce astile d'argento, di produzione savoiarda e risalente alla seconda metà del XV secolo, una croce di pianeta a ricamo raffigurante l'Incoronazione della Vergine o ancora un bacile in ottone del XV-XVI secolo, di stile fiammingo-renano.
Tra i tesori della chiesa parrocchiale si annoverano anche alcune sculture lignee, come la statua policroma raffigurante San Maurizio, databile ai primi del XV secolo e proveniente dalla chiesa di San Maurizio della frazione di Moron, e la Madonna con Bambino, scolpita nella seconda metà del XIV secolo.

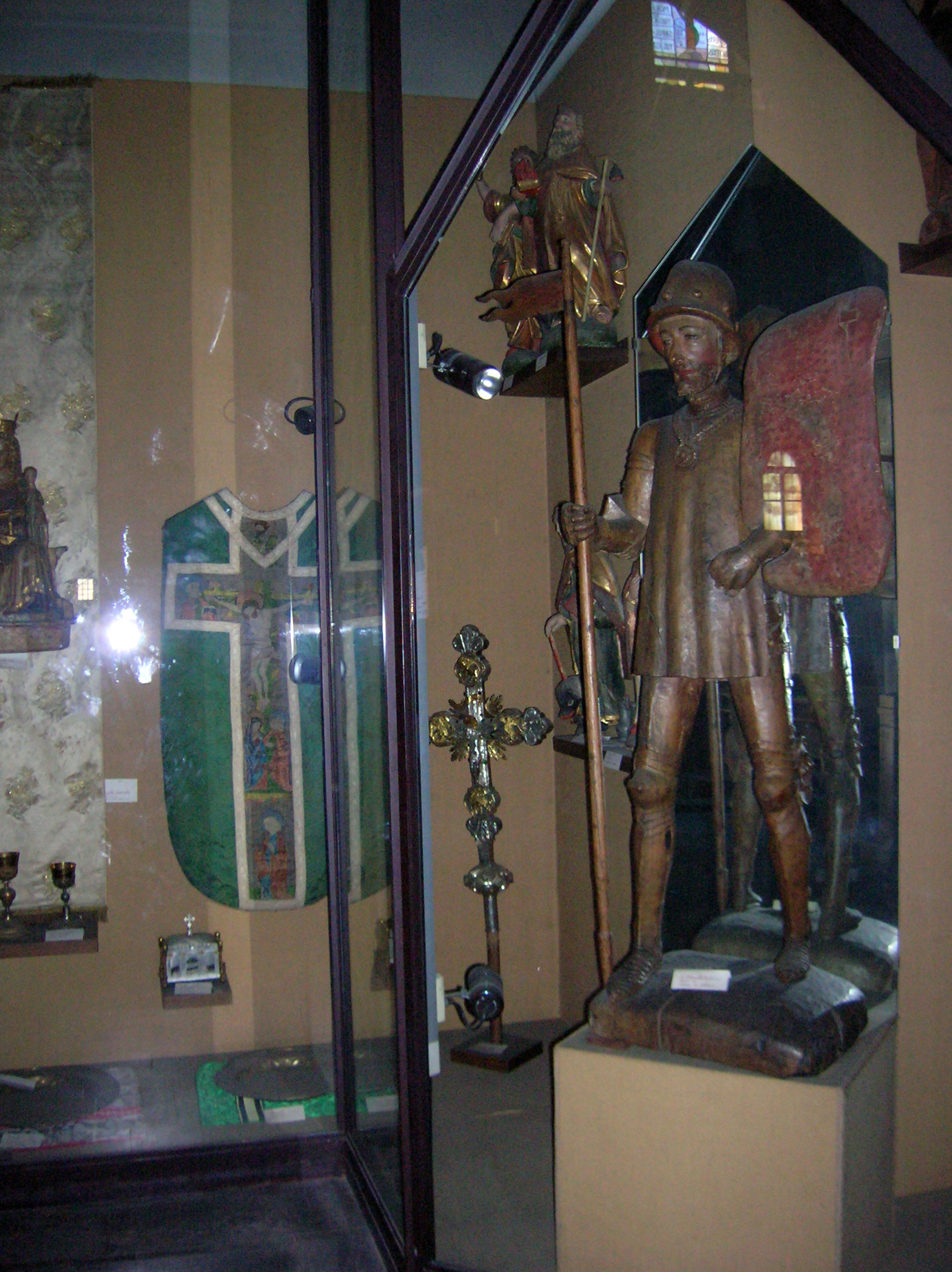
La croce di pianeta e il San Maurizio policromo.
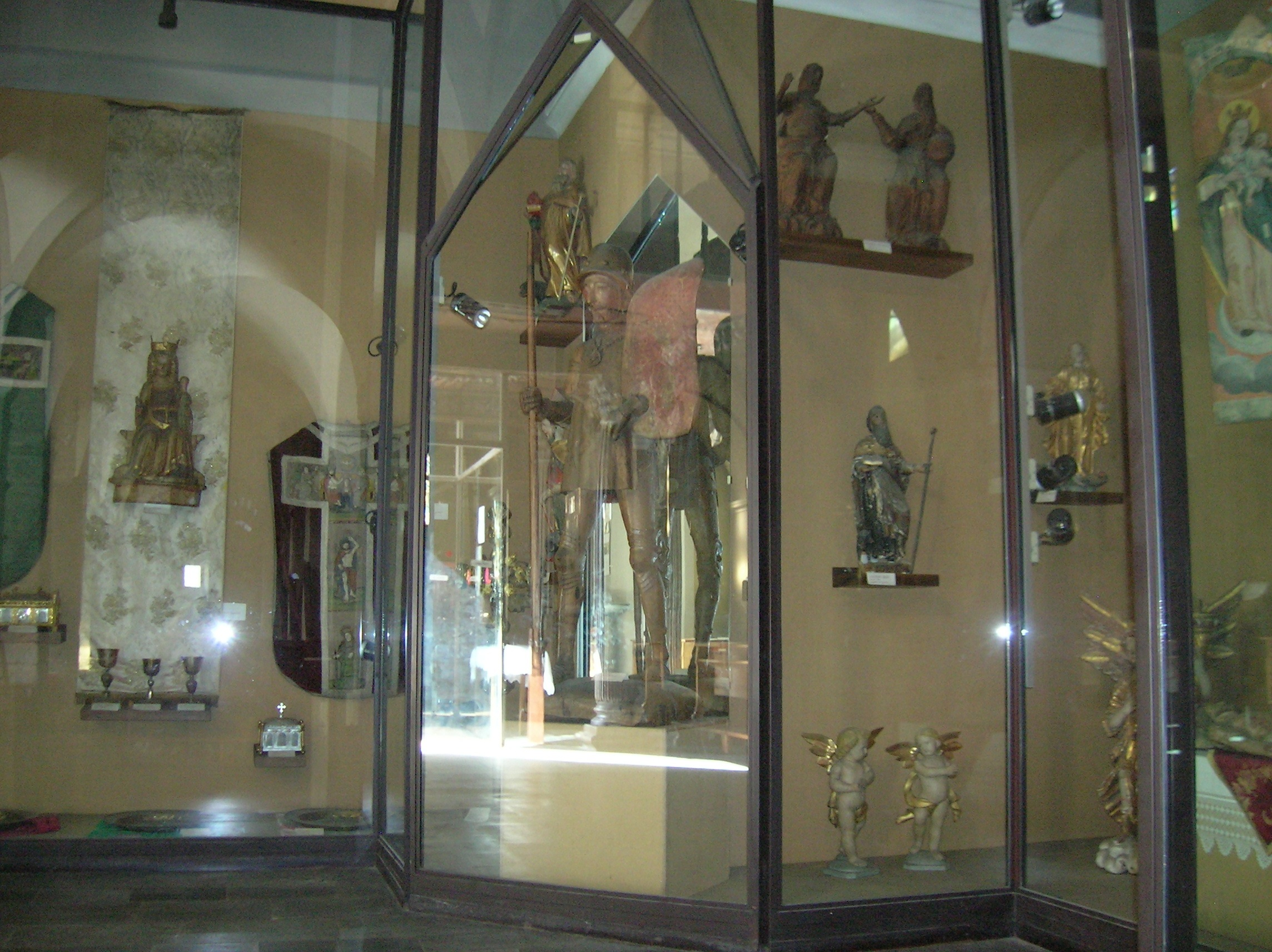
Vetrine del museo.